# Faculté des lettres de l'université Charles de Prague
 (juin 2017).
La faculté des lettres de l’université Charles de Prague (FF UK) a été fondée en 1348 et était l’une des quatre facultés originelles de l’université de Prague (elle portait à l’origine le nom de faculté des arts libres ou encore faculté des Arts).

## Description
Elle représente le centre traditionnel de la culture tchèque et est l’une des institutions d’enseignement les plus connues dans le domaine des sciences humaines en République tchèque. Cette faculté, qui est la deuxième plus grande faculté tchèque, compte plus de 8 000 étudiants, plus de soixante-dix domaines d’études ainsi que 700 pédagogues, dont certains sont reconnus à l’échelle mondiale tels que le traducteur Martin Hilský (en), le théologien Tomáš Halík et l’égyptologue Miroslav Verner. Dans le passé, des personnalités telles que Jan Hus, Tomáš Garrigue Masaryk, Edvard Beneš, Jan Patočka ou encore Albert Einstein y ont également enseigné.
La faculté des lettres de Prague est en même temps l’une des seules facultés de République tchèque où les étudiants sont considérablement impliqués dans le fonctionnement. En effet, les étudiants représentent près de la moitié des représentants élus au Sénat académique de la faculté des lettres et sont réunis dans plus d’une trentaine d’associations et initiatives étudiantes très actives.

## Histoire

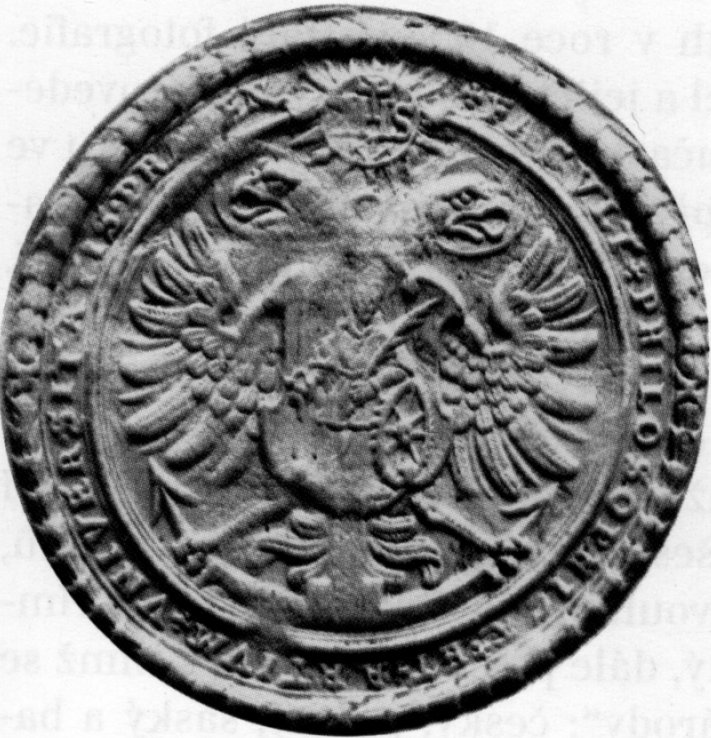
Sceau de la faculté des lettres de Prague de la seconde moitié du XVIIe siècle. À côté de l’aigle impérial avec une ancre et les lettres IHS, il représente la patronne de la faculté, Sainte Catherine d’Alexandrie, patronne des philosophes, avec ses attributs, une épée, une roue et la palme des martyres.

Elle a été fondée le 7 avril 1348 par Charles IV sous le nom de « faculté des arts libres » et était l’une des quatre facultés originelles de l’université Charles de Prague. Le terme « philosophique » dans son nom est lié au fait que, dans le passé, la philosophie était comprise dans un sens plus large qu’aujourd’hui et ce, dans le sens de la science ou de l’amour de la sagesse. À cette époque-là, il était habituel de faire d’abord des études à la faculté des arts libres, où les étudiants se formaient principalement en rhétorique et en philosophie. C’est pour cela que la faculté est très vite devenue la partie de l’université la plus fréquentée et que, dès 1366, l’empereur Charles IV a offert aux maîtres des arts libres le premier collège praguois : le Karolinum (en). 
Après les guerres hussites, la faculté des arts libres est devenue le cœur de l’université entière et ce, pendant les deux siècles qui ont suivi. À partir du XVIIe siècle, elle a reçu le nom officiel de « faculté des lettres » et jusqu’à la moitié du XIXe siècle, elle dispensait un enseignement supérieur préparatoire aux futurs étudiants des autres facultés. En dehors de la philosophie, il était possible d’y étudier l’esthétique, la pédagogie, les mathématiques, l’astronomie, les sciences naturelles, les sciences de l’ingénieur, l’économie et l’histoire. Au XIXe siècle, les grandes disciplines philologiques comme la philologie tchèque, italienne, française, anglaise et hébraïque ont commencé à se développer de façon importante, tout comme les études orientales, l’archéologie et les sciences des religions. Après la libéralisation de l’enseignement dans la seconde moitié du XIXe siècle, en 1897, les femmes ont eu accès aux disciplines d’enseignement de la faculté des lettres.
Malgré la scission de l’université en une université tchèque et une allemande qui eut lieu en 1882 et l’indépendance de la faculté des sciences naturelles en 1920, la faculté a joué un rôle clé dans le cadre de toute l’université et ce, jusqu’à sa fermeture, associée à la persécution des enseignants et des étudiants, par les occupants nazis en 1939. Après la libération, en 1945, la faculté des lettres a vécu quelques années fécondes qui ont été violemment interrompues en 1948 par la montée du régime communiste. À la suite du départ forcé de dizaines de pédagogues et à l’introduction de cours marxistes-léninistes, le prestige de l’établissement diminua. Dans les années soixante, la faculté commença lentement à s’ouvrir à des personnalités importantes de son époque, mais le processus réformateur fut interrompu par l’occupation soviétique de 1968 et par la normalisation de la société tchécoslovaque qui en suivit. Jan Palach, étudiant de cette faculté, s’immola par le feu pour protester contre la passivité et le conformisme de la plupart du peuple tchèque.
En 1989, après la chute du régime communiste et le départ de ses représentants compromettants, la faculté est à nouveau devenue l’un des établissements d’enseignement supérieur les plus prestigieux de République tchèque. Grâce à une tradition de plus de sept cents ans, à ses activités scientifiques et pédagogiques ainsi qu’à l’étendue de ses domaines d’études, la faculté des lettres a un nom qui résonne à l’échelle internationale.
Le 21 décembre 2023, plus de seize personnes, dont l'auteur, David Kozák, sont tuées lors d'une fusillade à la Faculté des lettres. Cette fusillade, la plus grave depuis que la République tchèque est devenue un État indépendant en 1993, a provoqué une vague d’émotion dans le monde.

## Personnalités
Sur les sept cents ans d’existence de la faculté des lettres, ses salles de conférence ont accueilli des dizaines de personnalités, que ce soit dans le rôle de doyens, pédagogues ou étudiants.
- Jan Hus (en tant que doyen)
- Le juriste Viktorin Kornel de Všehrdy
- Les philosophes Bernard Bolzano, Ernst Mach, Jan Patočka
- L’archéologue Bedřich Hrozný
- L’historien Josef Pekař (en)
- Les hommes d’Etat Tomáš Garrigue Masaryk et Edvard Beneš
- Le chimiste Jaroslav Heyrovský
- Les théoriciens de la littérature František Xaver Šalda (cs), Jan Mukařovský, René Wellek
- Le poète Jaroslav Vrchlický
- Le physicien Albert Einstein
- L’écrivain Karel Čapek
- Jan Palach

Parmi les personnalités contemporaines de la scène culturelle tchèque les écrivains Michal Viewegh, Miloš Urban, Radka Denemarková (en), Petra Hůlová ainsi que le compositeur Miroslav Srnka (de) ont étudié à la faculté. L’ombudsman Anna Šabatová et la présidente de la Commission d’accréditation de République tchèque, la politologue Vladimíra Dvořáková (cs), ont également fait leurs études à la faculté des lettres de l’université Charles.

## Études

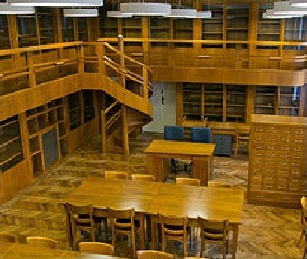
Le cabinet d’histoire avec son mobilier d’origine datant de 1930

De par la taille de sa communauté académique, la faculté dépasse la plupart des écoles supérieures tchèques. Elle offre le plus grand nombre de programmes d’enseignement dans lesquels étudient cependant relativement peu d’étudiants ; quelques dizaines, parfois moins. Ces petits programmes tels que les langues, littératures et civilisations arabes, perses, turques, égyptologie, coréennes, la logique ou l’esthétique sont enseignés dans des départements spécialisés de très haut niveau. Aucune autre faculté de République tchèque ne propose un enseignement approfondi dans une telle diversité de petits domaines d’études.
À côté des langues les plus répandues telles que les langues germaniques, romanes et slaves, il est également possible d’étudier des langues africaines, l’albanais, le bengali, l’hébreu, l’hindi, le japonais, le mongole ou le sanscrit. Les diplômés de ces domaines d’études peuvent ensuite travailler dans la diplomatie ou en tant que traducteur-interprète.
Les domaines principaux et dans lesquels étudient le plus grand nombre d’étudiants sont la philologie (études tchèques, anglaises, germaniques, hispaniques, romanes), l’histoire et la philosophie. En-dehors de cela, la faculté des lettres de l’université Charles propose un large choix de disciplines allant de la philosophie traditionnelle, l’étude des religions, la logique et l’esthétique en passant par la pédagogie, la psychologie, la sociologie, les sciences politiques, l’andragogie, les études théâtrales et les études cinématographiques ou encore l’étude des nouveaux médias.
Par de nombreux programmes d’échange, de nombreux étudiants passent une partie de leurs études à l’étranger. De même, chaque année, plusieurs centaines d’étudiants internationaux viennent y effectuer un échange. Parmi ces programmes se trouvent notamment les programmes Erasmus, CEEPUS, Visegrádský fond, Aktion, des bourses d’état ainsi que toute une série d’accords bilatéraux.
| Domaines d’études     | Formations |
| --------------------- | --- |
| Histoire              | Archéologie de la préhistoire et du Moyen Âge, égyptologie, archivistique et sciences auxiliaires de l’histoire, histoire et culture des pays musulmans, histoire et culture du Proche-Orient à la préhistoire, histoire de la civilisation antique, histoire, histoire économique et sociale, histoire tchèque dans le contexte européen, études juives, etc. |
| Langue et littérature | études anglaises – américaines, Langue et littérature tchèques, études finlandaises, phonétique, philologie française, études hispaniques, indologie, langue et littérature perses, langue et littérature italiennes, études japonaises, langue et littérature coréenne, études mongoles, langue et littérature allemandes, langue et littérature néerlandaises, linguistique générale, études portugaises, études roms, langue et littérature russes, études chinoises, études suédoises, traduction et interprétariat (anglais, français, allemand, russe, espagnol) |
| L’homme et la société | Psychologie, sociologie, études socio-économiques, politologie, théories politiques, philosophie, étude des religions, andragogie et ressources humaines, pédagogie, pédagogie sociale, étude des nouveaux médias, sciences de l’information et de la documentation |
| Art                   | Histoire de l’art, études théâtrales, esthétique, études cinématographiques, musicologie |
| Enseignement          | Enseignement de la langue et littérature tchèques pour l’enseignement secondaire, enseignement du tchèque langue étrangère, enseignement de la langue et littérature latines pour l’enseignement secondaire |

## Activités pour le public
En rapport avec ce qui est appelé le troisième rôle de l’université, la faculté des lettres considère que son rôle public est, en-dehors de l’enseignement et de la recherche, la contribution aux débats publics actuels à l’aide de ses experts et de sa recherche. Elle organise donc toute une série de séminaires, de conférences et de festivals pour le public, les élèves des écoles primaires et secondaires ainsi que pour les seniors.
- Université du troisième âge – cours pour les seniors
- Université des enfants - Ateliers pour les enfants de la 3e à la 9e classe de l’école primaire
- Open Square – festival pour le public
- La semaine de la diversité – festival pour le public
- La journée de la science – Activité de popularisation
- La nuit de la philosophie

Des personnalités telles que le Dalaï-lama, Madeleine Albright, le dissident chinois Ai Weiwei ou l’historien russe Andrey Zubov ont débattu avec le public au sein de l’université.

## Vie étudiante
Il y a environ trente associations et initiatives étudiantes au sein de la faculté des lettres. La vie étudiante y a une longue et forte tradition. La faculté des lettres de l’université Charles est d’ailleurs la seule faculté de République tchèque où les étudiants constituent la moitié de l’assemblée du sénat académique et peuvent ainsi considérablement influencer non seulement les événements de la faculté, mais également son fonctionnement.

### Le Conseil des étudiants
Le Conseil des étudiants est actif directement au sein de la faculté. il s’agit de l’organe exécutif de l’association du fond des étudiants de la faculté des lettres de l’université Charles fondée par les étudiants ayant participé aux événements de la révolution de 1989. Cette association essaie de faire varier la vie étudiante et représente souvent les étudiants de la faculté lors des discussions avec la direction, voir avec l’université. Les conseillers soutiennent financièrement et de façon régulière différents projets étudiants comme des magazines, des troupes de théâtre, des festivals et des cycles de conférences publiques. Chaque année, ils publient la brochure OFFŠEM pour les étudiants de première année qui les aide à s’orienter dans la faculté. Ils préparent également la leçon Faust (Séance de bienvenue des étudiants) à la fin de laquelle les étudiants de première année sont accueillis de façon originale sur le seuil académique.